# Биомеханическая стимуляция
Биомехани́ческая стимуля́ция (БМС) — новое направление в физической культуре и спорте. Она осуществляется путем воздействия на мышцы человека механическими факторами,  вибрацией, в следствии возникают психофизиологические эффекты, которые составляют различные аспекты тренировки мышц. 

## История
БМС была разработана профессором Владимиром Назаровым в конце 70-х — начале 80-х годов XX века в Белорусском институте физической культуры.  
Задачей перед ученым стояла невыполнимая, соединить мышечную силу и гибкость вместе.   
В 1980-е годы аппарат БМС "Гном" разработки В.Т. Назарова тестирует и внедряет его ученик А.В. Гладченко в Большом театре СССР в Москве. 
Методика В.Т. Назарова была внедрена во все хореографические училища СССР. Получила признание и внедрение в большинство сборных команд Олимпийской подготовки в различные виды спорта СССР и в школы сдюшор и швсм в Республике Беларусь. 
Профессор Назаров в начале 70-х годов проводил научную работу в Белорусском государственном институте физической культуры и спорта в городе Минске, где являлся заведующим кафедры биомеханики. На базе университета он положил первые основы биомеханической стимуляции.
Главным критерием возникновения БМС стало развитие физических качеств спортсменов в различных видах спорта. Исследования показали, что вибрация вдоль мышечного волокна от 18 до 33 Гц увеличивает силу мышц и повышает гибкость в 20 раз, активизирует мощную кровенасосную функцию мышц, что благотворно влияет на увеличение физических качеств спортсмена и на его восстановление.
После развала СССР В.Т. Назаров передал управление кафедрой Н.Б.Сотскому, а сам долгое врем работал в Германии и других европейских странах, где продолжил свою научную деятельность.
Последние годы жизни В.Т.Назаров провел в г. Риге, где занимался просветительской деятельностью в области БМС. И в 2015 году умер.
Последователями научного направления биомеханической стимуляции стали доктор педагогических наук профессор Т.Д.Полякова, заведующий кафедры биомеханики, доцент, кандидат педагогических наук Н.Б.Сотский, доктор педагогических и биологических наук А.А.Михеев, кандидат педагогических наук Михеев Никита Александрович. Исследователь Лухвич Вадим Васильевич БГПУ.

## История кафедры биомеханики Белорусского государственного университета физической культуры
Кафедра биомеханики была образована в 1971 году в ИФК г. Минск.
Прошедшие годы она возглавлялась известными учеными в области медицины Гевлич Еленой Дмитриевной, Герус Алексей Иванович и в области теории и методики физического воспитания Назаровым Владимиром Титовичем. В настоящее время кафедрой руководит к.п.н., доцент Сотский Николай Борисович.
В разное время на кафедре трудились замечательные люди: Тепляков А. А., Тихонко Т. И., Киселев В. Г., Власенко С. Л., Полонецкий Е. З., Борейко Э. В., Островский Г. Л., Черницкий В. А., Свердлов О. С., Гинзбург Г. И. Заровская Г. А., Бурштейн Ф. И. Матвеев В.С. Их усилиями был заложен прочный фундамент дальнейшего развития и процветания кафедры.

## Полезные эффекты
- Повышение тонуса мышечных клеток
- Улучшение упругости мышц и сухожилий
- Повышение выносливости мышц
- Увеличение статической и динамической силы мышц
- Улучшение нервно-мышечного взаимодействия
- Стимуляция периферийного кровообращения.
- Нормализация обменных процессов
- Укрепление периферической  нервной системы
- Стабилизация центральной нервной системы

## Области применения
- Физическая культура и спорт 
  - воспитание физических качеств
- совмещение с лечебной  физической  культурой 
  - Реабилитации после травм
  - Общее оздоровление организма
  - Помощь при ДЦП
- Мероприятия по нормализации веса
- Аппаратная косметология лица и шеи
  - Повышение тонуса и развитие  скелетных мышц лица
  - Нормализация тонуса всех групп мимических мышц
  - Улучшение состояния и ускорение роста волос
  - Сопутствующее эффекты от БМС лица
    - Улучшение резкости зрения
    - Улучшение памяти и внимания
    - Уменьшение утомления
    - Профилактика мигреней